# British Empire Games 1934/Boxen
Die 2. Boxwettkämpfe der Herren bei den British Empire Games wurden vom 4. August bis zum 11. August 1934 in der englischen Hauptstadt London ausgetragen. Es wurden insgesamt 24 Medaillen in acht Gewichtsklassen vergeben.

## Medaillengewinner
| Klasse                        | Gold                        | Silber                     | Bronze                            |
| ----------------------------- | --------------------------- | -------------------------- | --------------------------------- |
| Fliegengewicht (– 50,8 kg)    | Patrick Palmer England      | Maxie Berger Kanada        | Jackie Pottinger Wales            |
| Bantamgewicht (– 53,5 kg)     | Freddy Ryan England         | Albert Barnes Wales        | Thomas Wells Schottland           |
| Federgewicht (– 57,2 kg)      | Charles Catterall Südafrika | J. D. Jones Wales          | William Fulton Rhodesien          |
| Leichtgewicht (– 61,2 kg)     | Leslie Cook Australien      | Frank Taylor Wales         | Harry Moy England                 |
| Weltergewicht (– 66,7 kg)     | Dave McCleave England       | Dick Barton Südafrika      | William Duncan England            |
| Mittelgewicht (– 72,6 kg)     | Alf Shawyer England         | Leonard Wadsworth Kanada   | Jimmy Magill England              |
| Halbschwergewicht (– 79,4 kg) | George Brennan England      | George Holton Schottland   | Robey Leibbrandt Südafrika        |
| Schwergewicht (+ 79,4 kg)     | Pat Floyd England           | Jan van Rensburg Südafrika | David Douglas-Hamilton Schottland |

## Medaillenspiegel
| Rang | Land                  | Gold | Silber | Bronze | Gesamt |
| ---- | --------------------- | ---- | ------ | ------ | ------ |
| 1    | England               | 6    | 0      | 1      | 7      |
| 2    | Südafrikanische Union | 1    | 2      | 1      | 4      |
| 3    | Australien            | 1    | 0      | 0      | 1      |
| 4    | Wales                 | 0    | 3      | 1      | 4      |
| 5    | Kanada                | 0    | 2      | 0      | 2      |
| 6    | Schottland            | 0    | 1      | 2      | 3      |
| 7    | Nordirland            | 0    | 0      | 2      | 2      |
| 8    | Südrhodesien          | 0    | 0      | 1      | 1      |
|      | Gesamt                | 8    | 8      | 8      | 24     |